# MediaStory
MediaStory(メディアストーリー)は、サイバーリンクが開発・販売する、写真からスライドショーを作成するためのソフトウェアである。
2010年6月29日、Android用アプリ、iOS用アプリ、Facebook用アプリ（PCのブラウザで操作）がリリースされた。
2013年11月1日、Windows 8向けアプリがリリースされた。
すでに提供・販売・サポートは終了している。